# Даньи-Ламберси
Даньи-Ламберси́ (фр. Dagny-Lambercy) — коммуна во Франции, находится в регионе Пикардия. Департамент коммуны — Эна. Входит в состав кантона Вервен. Округ коммуны — Вервен.
Код INSEE коммуны — 02256.

## Население
Население коммуны на 2010 год составляло 132 человека.
| 1962 | 1968 | 1975 | 1982 | 1990 | 1999 | 2010 |
| ---- | ---- | ---- | ---- | ---- | ---- | ---- |
| 229  | 212  | 183  | 169  | 160  | 159  | 132  |

## Экономика
В 2010 году среди 82 человек трудоспособного возраста (15—64 лет) 52 были экономически активными, 30 — неактивными (показатель активности — 63,4 %, в 1999 году было 76,5 %). Из 52 активных жителей работали 47 человек (25 мужчин и 22 женщины), безработных было 5 (2 мужчин и 3 женщины). Среди 30 неактивных 7 человек были учениками или студентами, 12 — пенсионерами, 11 были неактивными по другим причинам.